# Awadhi
Awadhi is een een Indo-Arische taal die wordt gesproken in de Awadh-regio van Uttar Pradesh in Noord-India en in de Terai-regio in Nepal. De naam Awadh komt van Ayodhya, die wordt beschouwd als de geboorteplaats van Rama in het Hindoeïsme. 
Awadhi is door contractarbeiders tijdens de koloniale tijd meegenomen naar landen zoals Fiji, Suriname en andere Caribische landen. Hierdoor hebben talen zoals Fiji-Hindi en Sarnami veel invloed gehad vanuit het Awadhi. Het verschilt van het standaard Hindi, en wordt vandaag de dag nog steeds gesproken in veel districten van Uttar Pradesh.